# Jeutojaure
Jeutojaure är en sjö i Kiruna kommun i Lappland och ingår i Torneälvens huvudavrinningsområde. Sjön har en area på 0,764 kvadratkilometer och ligger 549 meter över havet. Jeutojaure ligger i Tavvavuoma Natura 2000-område. Sjön avvattnas av vattendraget Jeutojåkkå.

## Delavrinningsområde
Jeutojaure ingår i det delavrinningsområde (760581-170610) som SMHI kallar för Utloppet av Jeutojaure. Medelhöjden är 574 meter över havet och ytan är 6,78 kvadratkilometer. Det finns ett avrinningsområde uppströms, och räknas det in blir den ackumulerade arean 60,59 kvadratkilometer. Jeutojåkkå som avvattnar avrinningsområdet har biflödesordning 3, vilket innebär att vattnet flödar genom totalt 3 vattendrag innan det når havet efter 467 kilometer. Avrinningsområdet består mestadels av skog (32 procent), sankmarker (19 procent) och kalfjäll (33 procent). Avrinningsområdet har 1,03 kvadratkilometer vattenytor vilket ger det en sjöprocent på 15,1 procent.